# Parker Pen Company

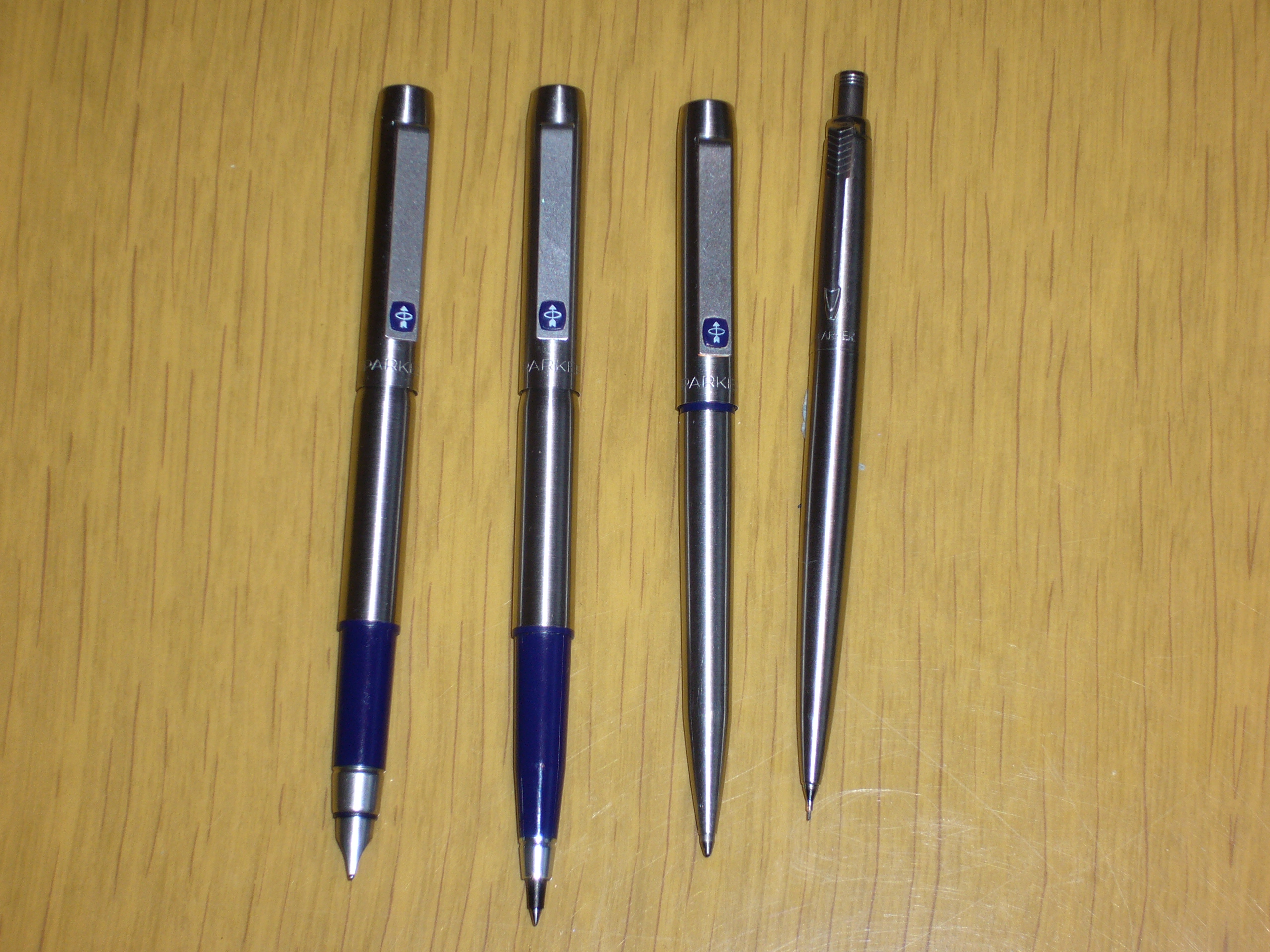
Materiały piśmienne firmy Parker Pen Company

Parker – marka artykułów piśmiennych należąca do amerykańskiego koncernu Sanford (grupa Newell Rubbermaid), a pierwotnie stworzona przez George’a Stafforda Parkera w USA, w stanie Wisconsin.
Marka Parker należy do najbardziej prestiżowych wśród artykułów piśmiennych (w szczególności piór wiecznych i długopisów).

## Historia
Parker opatentował swoje pierwsze wieczne pióro 10 grudnia 1889. Produkty zdobywały popularność, w 1918 wartość sprzedaży po raz pierwszy przekroczyła 1 mln dolarów, a w latach 20. XX wieku firma stała się wiodącym ich producentem na świecie. W 1931 zaoferowano do sprzedaży szybko wysychający atrament Quink (od ang. quick-drying ink). Fabryki Parkera powstawały na różnych kontynentach, w krajach takich jak Francja, Meksyk, Anglia, Argentyna, Kanada, Dania.
W 1987 roku siedzibę firmy przeniesiono do Anglii, do miejscowości Newhaven w hrabstwie East Sussex, będącej pierwotnie siedzibą innego producenta piór wiecznych – Valentine Pen Company, przejętego przez Parkera.
W 1993 firma Parker została przejęta przez koncern Gillette, by w roku 2000, znaleźć się w grupie Newell Rubbermaid – właściciela koncernu Sanford, największego producenta artykułów piśmiennych na świecie.

## Kolekcje

### Vector
W kolekcji Vector znajdują się długopisy i pióra wieczne, w takich kolorach jak: brązowy, oliwkowy, ecru, czarny, czerwony, niebieski i stalowy. Jest to najtańsza kolekcja marki Parker.

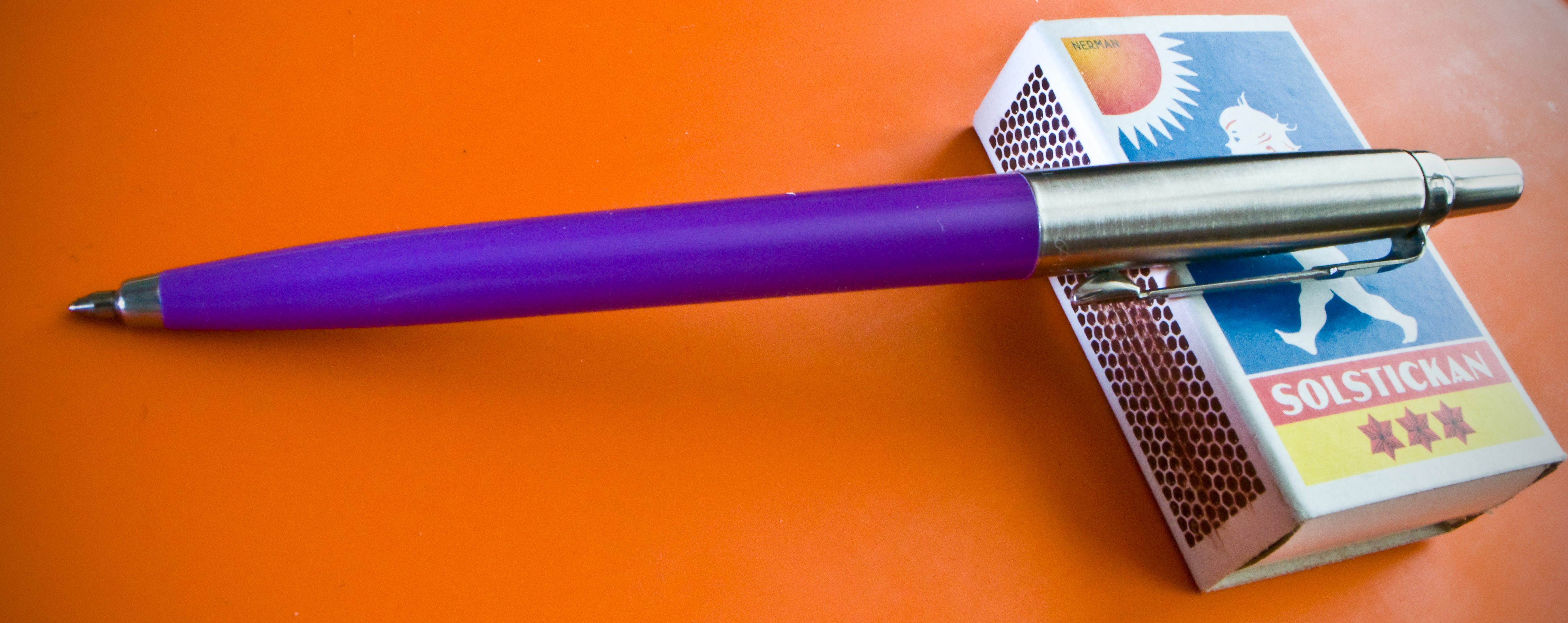
Długopis Jotter

### Jotter
Pierwotnie Jotter był pierwszym długopisem wyprodukowanym przez firmę Parker, w roku 1954. Później w tej serii pojawiły się także pióra wieczne, pióra kulkowe i ołówki automatyczne. Sprzedawane są w kolorach stalowym, czarnym, czerwonym oraz niebieskim. Jotter jest jedną z najpopularniejszych kolekcji marki Parker. Na jego podstawie w Polsce powstał długopis Zenith 4.

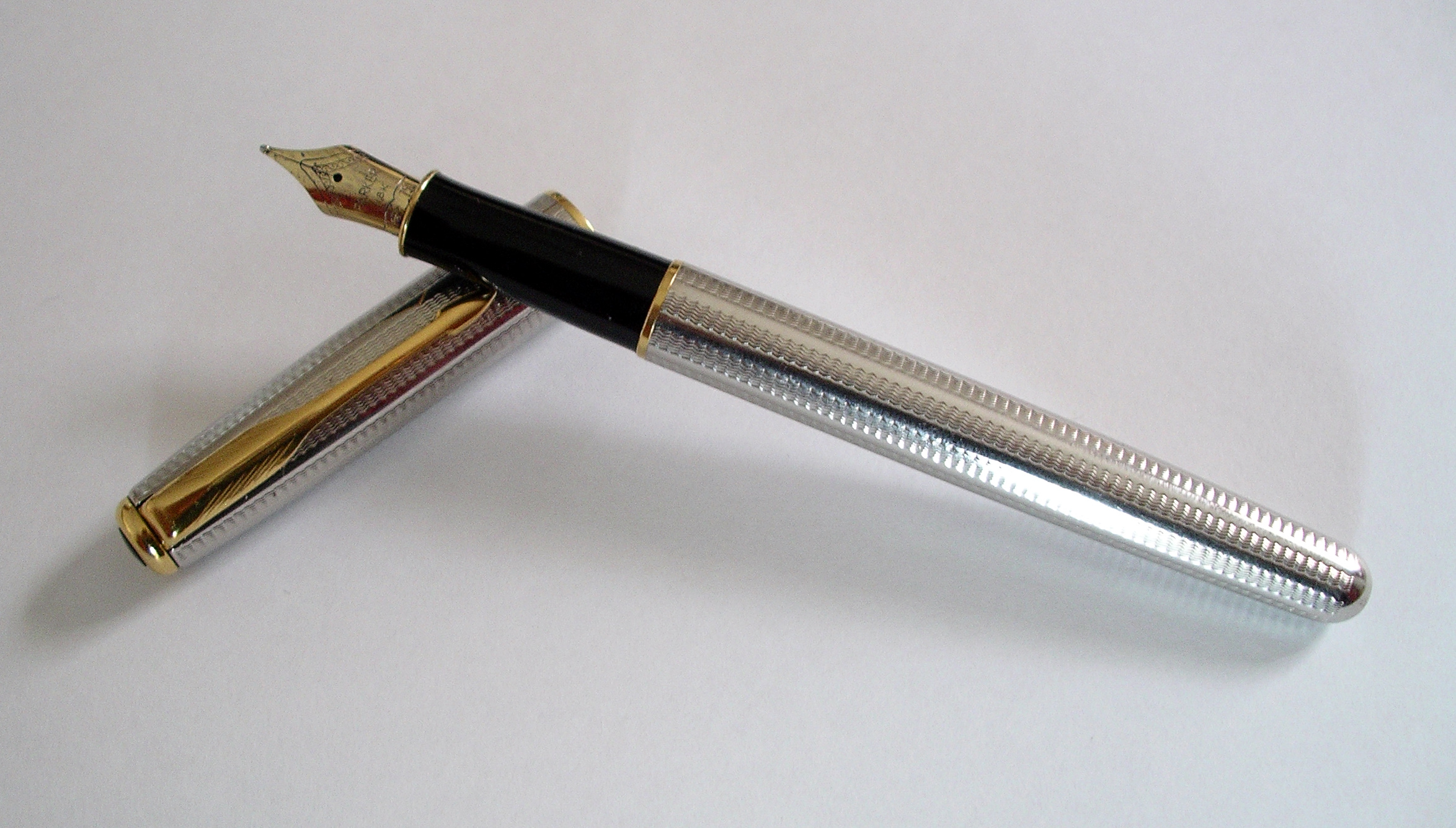
Pióro wieczne Parker Sonnet

### Sonnet
Parker Sonnet to jedna z najpopularniejszych serii artykułów piśmiennych klasy średniej marki Parker. Pierwsze modele z linii Sonnet pojawiły się na rynku w 1993 roku, kolekcja ta dość szybko zdobyła popularność. Pióra Parker Sonnet występują w wielu wariantach kolorystycznych, jak i samego wykonania. Wyposażone są w stalówki wykonane z 18K złota, ze stali platerowanej złotem lub ze stali polerowanej. Duża popularność serii Sonnet sprawiła, że w Internecie (głównie na aukcjach internetowych eBay) pojawiło się wiele podróbek piór wiecznych z tej serii, często bardzo trudnych do odróżnienia od piór oryginalnych.

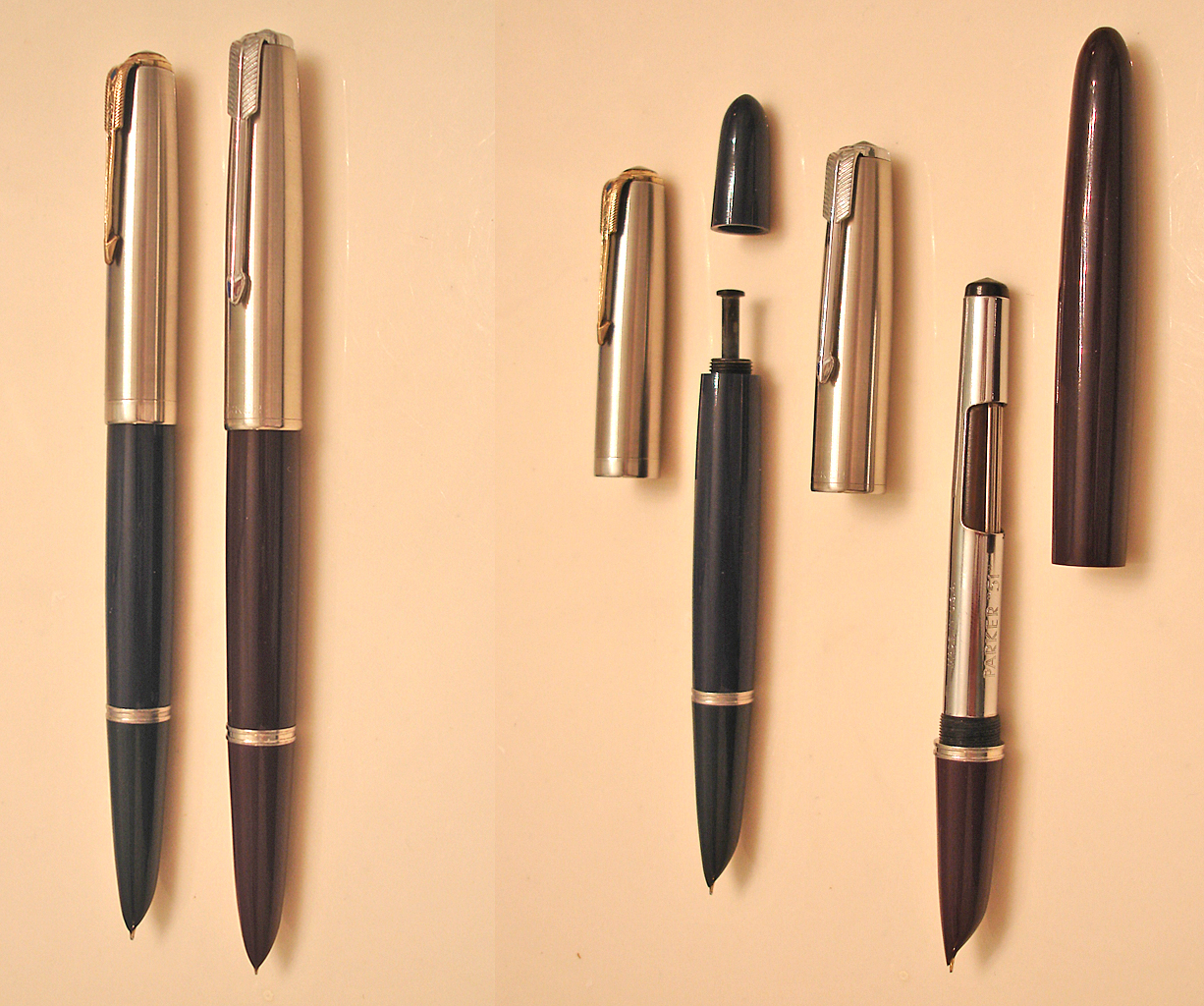
Parker 51

### Parker 51
51 to jedna z najpopularniejszych w historii kolekcji Parkera. Nazwa „51” wzięła się od 51. rocznicy istnienia marki Parker, kiedy to w 1939 powstał projekt tego pióra. Na rynek zostało ono wprowadzone dwa lata później. Pióra z serii 51 mają dość charakterystyczny wygląd, ich stalówka jest prawie niewidoczna i schowana w obsadce. Z czasem na bazie tego projektu pojawiły się inne, łudząco podobne modele: Parker 21 (model szkolny, nieco mniejszy i tańszy) i 61 (wersja samonapełniająca). Sam 51 doczekał się również wersji „Special”, różniącej się od zwykłych 51 stalową (zamiast złotej) stalówką i w związku z tym także niższą ceną. Pióra z serii 51 były piórami typowo użytkowymi, produkowanymi do lat 70., obecnie cieszą się dużą popularnością wśród kolekcjonerów. W 2004 roku seria 51 doczekała się reaktywacji w postaci nieco większego pióra Parker 100, którego produkcję zakończono w 2007. Na jego podstawie w PRL powstało pierwsze pióro i długopis Zenith.